# Джабір ібн Хаян
Абу Муса Джабір ібн Хаян (араб. جابر بن حيان; Тус, приблизно 721 — Ель-Куфа, приблизно 815) — арабський алхімік, лікар, фармацевт, математик і астроном. Народився в родині аптекаря Хаяна ад-Азді, що походив з Ємену. У середньовічній Європі був відомий під латинізованим ім'ям Geber.
Джабір ібн Хаян склав коментарі до «Начал» Евкліда і до «Альмагесту» Птолемея. Йому належать «Книга про побудову астролябії», «Витончений зідж», «Книга про становище світил», «Книга про дзеркала». Будучи відомим лікарем, він написав «Книгу отрут і протиотрут» і «Книгу милосердя».

## Алхімія
Вважають, що сам Джабір ібн Хаян є автором всього кількох робіт із сотень алхімічних трактатів, підписаних його ім'ям. Алхімія в цих трактатах слідує ідеям Аристотеля про чотири елементи-стихії, носії чотирьох якостей: теплоти, холоду, вологості і сухості. Багато з цих праць носили теоретичний або містичний характер, в інших наводилися докладні описи лабораторних експериментів. Трактати Джабіра мали надзвичайно високий авторитет і вплив як в арабській, так і в західноєвропейської алхімії.
Серед творів Джабіра ібн Хаяна найцікавіша «Книга сімдесяти», що являє собою свого роду енциклопедію, що складається з 70 розділів, присвячених різним теологічним, політичним і природничим питанням. В останніх главах «Книги сімдесяти» він наводить відомості про метали і мінерали.
З різноманітних речовин, що зустрічаються в природі, в центрі уваги Джабіра знаходяться сім металів; багато уваги він приділяє і мінералам. Щоб дати характеристики властивостей всіх цих речовин, особливо таких специфічних властивостей металів, як плавкість, гнучкість і металевий блиск, Джабіру явно недостатньо чотирьох аристотелевих елементів-стихій. Тому Джабір пропонує ртутно-сірчану теорію походження металів: вводить уявлення про першооснову металевості (філософську Ртуть) і першооснову горючості (філософську Сірку) як дві складові частини металів. Сірка розглядається ним як принцип горючості, Ртуть — принцип металевості.
За вченням Джабіра, сухі випаровування, конденсуючись у землі, дають Сірку, мокрі ж — Ртуть. Сірка і Ртуть, з'єднавшись потім в різних відношеннях, утворюють сім відомих металів. Золото, як найдосконаліший метал, утворюється, тільки якщо цілком чисті Сірка і Ртуть взяті в найбільш сприятливих співвідношеннях. У землі, за Джабіром, утворення золота та інших металів відбувається поступово і повільно. «Дозрівання» золота можна прискорити за допомогу якогось «медикаменту» або « еліксиру», який призводить до зміни співвідношення Ртуті і Сірки в металах і до перетворення останніх у золото та срібло .
Джабір ібн Хаян описує також різні хімічні операції (перегонку, сублімацію, розчинення, кристалізацію та ін), а також деякі хімічні препарати (купороси, галун, луг, нашатир та ін), викладає способи одержання оцтової кислоти, слабкого розчину азотної кислоти, свинцевих білил.

## Псевдо-Гебер

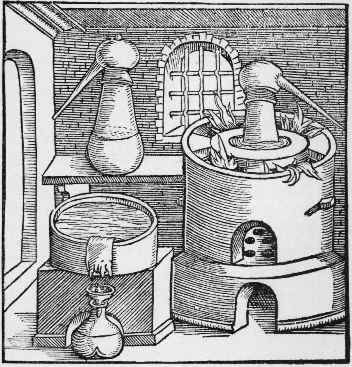
Піч для дистиляції (Псевдо-Гебер, XIV ст.)

У XIV столітті в Європі набули широкого поширення приписувані Джабіру твори «Сума досконалостей, або вчення про високе мистецтво облагородження металів» (Summa perfectionis), «Книга про дослідження облагородження металів» (Liber de investigatione perfectionis), «Книга про філософських печах» (Liber fornacum) та інші алхімічні трактати. Передбачається, що ці трактати написані іспанським алхіміком, справжнє ім'я якого залишилося невідомим. Від імені легендарного арабського вченого він систематично виклав відомості з теорії та практики алхімії. У творах Псевдо-Гебера наводиться безліч відомостей з області практичної алхімії. Зокрема, описується апаратура для різних хімічних операцій: дистиляції, сублімації, фільтрації, коагуляції та інших, а також способи відділення золота від срібла і срібла від свинцю. Історично важливо й те, що Псевдо-Гебер описав сильні мінеральні кислоти, зокрема, азотну кислоту, яку згодом стали називати «міцною водою» (aqua fortis), і сірчану кислоту. Він описав також і «царську воду» (aqua regis), яку він отримував перегонкою селітри, купоросу, квасців і нашатирного спирту.

## Твори
- E. J. Holmyard (ed.) The Arabic Works of Jabir ibn Hayyan, translated by Richard Russel in 1678. New York, E. P. Dutton (1928); Also Paris, P. Geuther.
- Syed Nomanul Haq, Names, Natures and Things: The Alchemists Jabir ibn Hayyan and his Kitab al-Ahjar (Book of Stones), [Boston Studies in the Philosophy of Science ] (Dordrecht: Kluwer Academic Publishers, 1994), ISBN 0-7923-3254-7.